# IMT-2000
IMT-2000, Mezinárodní mobilní komunikace pro rok 2000 (anglicky International Mobile Telecommunications for the year 2000) je zastřešující iniciativa Mezinárodní telekomunikační unie (ITU) pro 3. generaci mobilních sítí (3G), která by měla přinést mobilní připojení s vysokou rychlostí přenosu dat (až 2 Mb/sec).
Pro pozemní mobilní sítě existuje celkem šest členů rodiny považovaných za IMT-2000 kompatibilní:
- IMT-DS, IMT Direct Spread, UMTS/UTRA-FDD
- IMT-MC, IMT Multi-Carrier, CDMA2000
- IMT-TC, IMT TDD také známé jako UMTS/TDD-UTRA, TD-CDMA a TD-SCDMA, „úzkopásmové TDD“
- IMT-SC, IMT Single-Carrier také známé jako UWC-136 nebo EDGE
- IMT-FT, IMT FDMA TDMA, DECT
- IMT OFDMA TDD WMAN, mobilní WiMAX

## Charakteristiky
V zastřešující specifikaci je definováno množství charakteristik, které musí použitá technologie splňovat. Hlavními znaky jsou:
- Široká nabídka telekomunikačních služeb, (hlas, data, multimédia, internet)
- Celosvětová dostupnost, integrace satelitních a pozemních systémů pro dosažení globálního pokrytí
- Vysoká rychlost přenosu dat:
  - 2 Mbit/s v krytém kancelářském prostředí
  - 384 kbit/s pro mobilní uživatele s omezenou rychlostí pohybu
  - 144 kbit/s pro mobilní uživatele s vysokou rychlostí pohybu
- Podporovat jak technologii přepojování paketů (PS) tak přepojování okruhů (CS)
- Dostupné s nejrůznějšími přístupovými metodami a rádiovými rozhraními (LAN, bezdrátové připojení, mobilní, satelitní)
- Vysoká spektrální účinnost

## Vývoj
Původním záměrem bylo vytvořit jednotný standard, který by poskytoval celosvětově mobilní širokopásmové multimediální služby prostřednictvím jediného globálního frekvenčního pásma v okolí kmitočtu 2000 MHz. Kvůli potřebě návaznosti na existující standardy v různých oblastech světa však bylo nakonec navrženo několik směrů vývoje:
- IMT s přímým rozprostřením (IMT-DS, IMT Direct Spread), známé také jako UMTS/UTRA-FDD, navazující na GSM
- IMT Multicarrier (IMT-MC, IMT Multi-Carrier), také známé jako CDMA2000 navazující na cdmaOne (IS-135)
- IMT Time Code (IMT-TC, IMT TDD), také známé jako UMTS/TDD-UTRA a TD-CDMA a TD-SCDMA „úzkopásmové TDD“, navazující na GSM
- IMT s jednou nosnou (IMT-SC, IMT Single-Carrier), také známé jako UWC-136 nebo EDGE navazující na GSM a TDMA
- IMT Frequency Time (IMT-FT, IMT FDMA TDMA), také známé jako DECT.
- IMT OFDMA TDD WMAN, také známý jako mobilní WiMAX

Původně tato rodina IMT sestávala z pěti členů. Šestý člen rodiny (mobilní WiMAX) byla přidán v říjnu 2007.

## Kmitočtová pásma
V roce 1992 byla určena kmitočtová pásma pro IMT-2000 ITU 1885-2025 MHz a 2110-2200 MHz. Pozemní IMT-2000 sítě budou fungovat v následujících pásmech:
- 1920-1980 MHz (uplink) párové s 2110-2170 MHz (downlink), FDD
- 1885-1920 MHz a 2010-2025 MHz, nepárová pro provoz TDD

V Evropě není pásmo TDD s kmitočty 1885-1900 MHz k dispozici pro použití v rámci licence IMT-2000, protože toto pásmo je používáno bezdrátovými telefony (DECT).
Kromě tohoto základního pásma bylo pro IMT-2000 v roce 2000 navrženo frekvenční pásmo 2500-2690 MHz. Jeho okraje 2500-2520 a 2670-2690 MHz, jsou primárně určeny pro satelitní komunikaci. Stávající pásma pro mobilní provoz druhé generace (včetně GSM pásem) 806-960 MHz, 1429-1501 MHz a 1710-1885 MHz jsou určeny pro IMT-2000 v dlouhodobém horizontu.